# Pugilato ai XVIII Giochi panamericani - Pesi leggeri
Il torneo di pugilato dei pesi leggeri (limite di 60 kg) ai XVIII Giochi panamericani si è svolto a Lima, in Perù dal 27 luglio al 1 agosto 2019 e vi hanno preso parte 7 pugili di 7 differenti nazioni.

## Risultati
|  | Quarti di finale 27 luglio 2019 | Quarti di finale 27 luglio 2019 | Quarti di finale 27 luglio 2019 |                      |                      | Semifinali 30 luglio 2019 | Semifinali 30 luglio 2019 | Semifinali 30 luglio 2019 |  |  | Finale 1 agosto 2019 | Finale 1 agosto 2019 | Finale 1 agosto 2019 |  |
|  |                                 |                                 |                                 |                      |                      |                           |                           |                           |  |  |                      |                      |                      |  |
|  |                                 |                                 |                                 |                      |                      | Lázaro Álvarez            | Lázaro Álvarez            | RSC                       |  |  |                      |                      |                      |  |
|  |                                 |                                 |                                 |                      |                      | Lázaro Álvarez            | Lázaro Álvarez            | RSC                       |  |  |                      |                      |                      |  |
|  |                                 |                                 | Leodan Pezo                     |                      |                      |                           |                           |                           |  |  |                      |                      |                      |  |
|  | Leodan Pezo                     | Leodan Pezo                     | 4                               |                      |                      |                           |                           |                           |  |  |                      |                      |                      |  |
|  | Leodan Pezo                     | Leodan Pezo                     | 4                               |                      |                      |                           |                           |                           |  |  |                      |                      |                      |  |
|  | Orlando Martínez                | Orlando Martínez                | 1                               |                      |                      |                           |                           |                           |  |  |                      |                      |                      |  |
|  | Orlando Martínez                | Orlando Martínez                | 1                               |                      | Lázaro Álvarez       | Lázaro Álvarez            | 3                         |                           |  |  |                      |                      |                      |  |
|  |                                 |                                 |                                 |                      |                      |                           |                           |                           |  |  |                      |                      |                      |  |
|  |                                 |                                 | Leonel de los Santos            | Leonel de los Santos | 2                    |                           |                           |                           |  |  |                      |                      |                      |  |
|  | Bruce Carrington                | Bruce Carrington                | Leonel de los Santos            | Leonel de los Santos | 2                    | 0                         |                           |                           |  |  |                      |                      |                      |  |
|  | Bruce Carrington                | Bruce Carrington                |                                 |                      |                      |                           |                           |                           |  |  |                      |                      |                      |  |
|  | Leonel de los Santos            | Leonel de los Santos            | 5                               |                      |                      |                           |                           |                           |  |  |                      |                      |                      |  |
|  | Leonel de los Santos            | Leonel de los Santos            | 5                               |                      | Leonel de los Santos | Leonel de los Santos      | WO                        |                           |  |  |                      |                      |                      |  |
|  |                                 |                                 |                                 |                      | Leonel de los Santos | Leonel de los Santos      | WO                        |                           |  |  |                      |                      |                      |  |
|  |                                 |                                 | Luis Angel Cabrera              |                      |                      |                           |                           |                           |  |  |                      |                      |                      |  |
|  | Shiloh Defreitas                | Shiloh Defreitas                | 1                               |                      |                      |                           |                           |                           |  |  |                      |                      |                      |  |
|  | Shiloh Defreitas                | Shiloh Defreitas                | 1                               |                      |                      |                           |                           |                           |  |  |                      |                      |                      |  |
|  | Luis Angel Cabrera              | Luis Angel Cabrera              | 4                               |                      |                      |                           |                           |                           |  |  |                      |                      |                      |  |